# Фредрік Мідтсьйо
Фредрік Мідтсьйо (норв. Fredrik Midtsjø, нар. 11 серпня 1993, Левангер) — норвезький футболіст, півзахисник турецького «Галатасарая» та національної збірної Норвегії.

## Клубна кар'єра
У дорослому футболі дебютував 2010 року виступами за команду клубу «Русенборг». У команді був гравцем резерву і другу половину 2012 року провів в оренді у друголіговому «Рангеймі», а протягом 2014 року здобував ігровий досвід у лавах команди «Саннес Ульф».
З 2015 року, повернувшись з оренди, нарешті став основним гравцем «Русенборга» і зробив значний внесок у здобуття командою двох чемпіонських титулів поспіль.
У серпні 2019 року перейшов до нідерландського АЗ (Алкмаар), де воз'єднався з колишнім партнером по півзахисту «Русенборга» Йонасом Свенссоном, що переїхав до Нідерландів на початку того ж року. Загалом провів у цій команді п'ять сезонів, взявши участь у 146 іграх нідерландської першості.
4 серпня 2022 року за 3,5 мільйони євро перебрався до турецького «Галатасарая», з яким уклав трирічний контракт.

## Виступи за збірні
У 2009 році дебютував у складі юнацької збірної Норвегії, взяв участь у 33 іграх на юнацькому рівні, відзначившись 3 забитими голами.
2013 року провів чотири гри за молодіжну збірну країни, а 2016 року дебютував у складі національної збірної Норвегії.
| Дата       | Місто     | Господарі         | Результат | Гості             | Турнір                               | Голи | Примітки |
| ---------- | --------- | ----------------- | --------- | ----------------- | ------------------------------------ | ---- | -------- |
| 24-3-2016  | Таллінн   | Естонія           | 0 – 0     | Норвегія          | товариський матч                     | -    | 86'      |
| 23-3-2018  | Осло      | Норвегія          | 4 – 1     | Австралія         | товариський матч                     | -    | 77'      |
| 6-6-2018   | Осло      | Норвегія          | 1 – 0     | Панама            | товариський матч                     | -    | 46'      |
| 10-6-2019  | Торсгавн  | Фарерські острови | 0 – 2     | Норвегія          | Відбір до ЧЄ 2020                    | -    | 81'      |
| 11-10-2020 | Осло      | Норвегія          | 4 – 0     | Румунія           | Ліга націй УЄФА 2020-2021 - 1-й етап | -    | 70'      |
| 14-10-2020 | Осло      | Норвегія          | 1 – 0     | Північна Ірландія | Ліга націй УЄФА 2020-2021 - 1-й етап | -    | 65'      |
| 24-3-2021  | Гібралтар | Гібралтар         | 0 – 3     | Норвегія          | Відбір до ЧС 2022                    | -    | 62'      |
| 27-3-2021  | Малага    | Норвегія          | 0 – 3     | Туреччина         | Відбір до ЧС 2022                    | -    | 67'      |
| 30-3-2021  | Подгориця | Чорногорія        | 0 – 1     | Норвегія          | Відбір до ЧС 2022                    | -    | 63'      |
| 2-6-2021   | Малага    | Норвегія          | 1 – 0     | Люксембург        | товариський матч                     | -    | 65'      |
| 6-6-2021   | Малага    | Норвегія          | 1 – 2     | Греція            | товариський матч                     | -    | 46'      |
| Усього     |           | Матчів            | 11        |                   | Голів                                | 0    |          |

## Досягнення
- Чемпіон Норвегії (3):

«Русенборг»: 2010, 2015, 2016
- Володар Кубка Норвегії (2):

«Русенборг»: 2015, 2016
- Володар Суперкубка Норвегії (1):

«Русенборг»: 2017
- Чемпіон Туреччини (1):

«Галатасарай»: 2022-23